# Amnesia (canción de José José)
"Amnesia" es una balada escrita por Chico Novarro y coescrita por Dino Ramos, producida por Óscar López y coproducida por Daniel Freiberg e interpretada por el cantante mexicano José José . La canción fue originalmente grabada por el cantautor argentino Chico Novarro en su álbum Qué salga el autor (1976), y por la cantautora y actriz puertorriqueño-estadounidense Yolandita Monge en su álbum En su intimidad (1978). fue lanzado más adelante como el primer sencillo del álbum de José José  En las buenas... y en las malas (1990), y se convirtió en su cuarto sencillo número uno en la lista Billboard Hot Latin Tracks.
La canción debutó en la lista Billboard Top Latin Songs (anteriormente Hot Latin Tracks) en el número 17 en la semana del 7 de julio de 1990, subiendo a los diez primeros tres semanas más tarde, [3] [4] llegando al número uno el 29 de septiembre de 1990, sosteniendo esta posición durante una semana. Como parte del tributo al Grammy Latino a José José en 2008, el cantante puertorriqueño Gilberto Santa Rosa interpretó la canción en vivo como un bolero.
En 1977, Amnesia también fue grabada por el cantante dominicano Lope Balaguer, y una nueva versión en 2021 fue graba por el cantante chileno Luis Jara.
| Lista (1990)                    | Posición |
| ------------------------------- | -------- |
| U.S. Billboard Hot Latin Tracks | 1        |

## Sucesión y posicionamiento
| Predecesor: ¿Por qué te tengo que olvidar? de José Feliciano | U.S. Billboard Hot Latin Tracks — Sencillo N°. 1 29 de septiembre de 1990 - 5 de octubre de 1990 | Sucesor: Peligroso amor de Myriam Hernández |